# Powiat de Tczew
Le powiat de Tczew (en polonais : powiat tczewski) est un powiat appartenant à la voïvodie de Poméranie dans le nord de la Pologne.

## Division administrative

Carte du powiat

Le powiat est constitué de 6 communes (gminy) :
- 1 commune urbaine : Tczew ;
- 3 communes rurales : Morzeszczyn, Subkowy et Tczew ;
- 2 communes mixtes : Gniew et Pelplin.